# Assam Baptist Convention
Die Assam Baptist Convention (ABC) ist eine baptistische Kirche in Assam, Indien, mit mehr als 37.000 Mitgliedern und 300 Gemeinden (Stand 2017).

## Geschichte
Die Assam Baptist Convention führt ihre Ursprünge auf die Arbeit von Missionaren im 19. Jahrhundert zurück. Namentlich bekannt sind Krishna Chandra Pal, Nathan Brown, Oliver Cutter und Miles Bronson. Der erste Assamese, der getauft wurde, war Nidhi Levi 1841. Die Baptist Church of Assam wurde 1845 gegründet mit dem Hauptquartier in Guwahati. Es gab zwar eine Erweckung 1847 in Nidhi, doch 1861 zählte die Assam Baptist Church nur 31 Mitglieder.

## Organisation
Die Assam Baptist Convention hat heute ihre Zentrale in Golaghat. Der Leiter der Convention ist R. K. Ray Chawdhuri und der Präsident Rev. Tarun Singh (2017). Ein großer Teil der Mitglieder gehört zur Sprachgruppe der Kuki-Chin-Naga-Sprachen. Es gibt sechs Associations. Die Kirche gehört zum Council of Baptist Churches in Northeast India und zum North East India Christian Council.
Die Assam Baptist Convention unterhält das Assam Baptist Convention Community College in Nagaon und eine weitere Schule in Golaghat.
Eine der ältesten Kirchenbauten ist die Golaghat Baptist Church, die 1898 erbaut wurde.